# إدموند بورن
إدموند بورن (14 فبراير 1885 في المملكة المتحدة - 7 أغسطس 1962 في المملكة المتحدة) (بالإنجليزية: Edmund Bourne)‏ هو لاعب كريكت بريطاني وبريطاني (وحمل سابقاً جنسية المملكة المتحدة لبريطانيا العظمى وأيرلندا). لعب مع المقاطعات الوطنية للكريكيت الإنجليزي والويلزي ‏ ونادي مقاطعة ستافوردشاير للكريكت ‏.

## وصلات خارجية
- إدموند بورن على موقع إي آس بي آن كريك إنفو (الإنجليزية)